# Danse hongroise
Pour les articles homonymes, voir Danses hongroises (Brahms).
La danse traditionnelle hongroise englobe non seulement le répertoire du territoire de la Hongrie actuelle, mais aussi celui des populations hongroises qui faisaient partie des anciens territoires de l'empire austro-hongrois, qu'on appelle parfois la Grande Hongrie. Il s'agit principalement de la Transylvanie (Roumanie actuelle), de la Voïvodine (Serbie actuelle), d'une petite partie de l'ouest de l'Ukraine, d'une grande partie de la Slovaquie et de la Croatie (ainsi que quelques villages aujourd'hui autrichiens).
Du point de vue formel, le répertoire général des danses hongroises peut se diviser en quatre catégories :
- les rondes chantées de jeunes filles
- les danses solistes d'hommes
- les danses de couples lentes et rapides
- les danses avec accessoires, comme les danses de bergers.

Historiquement, deux types de danses coexistent dans le répertoire :
- les danses de type ancien
  - la ronde de jeunes filles (karikázó ou « faiseuse de cercles »)
  - la csárdás en rond (ou körcsárdás)
  - la magyar ou négyes (« hongroise » ou « à quatre »)
  - les danses de bergers (kanásztánc ou danse des porchers, et botoló ou danse aux bâtons) et les danses guerrières (hajdútánc ou danse des haïdouks)
  - les danses sautées (ugrós et dus)
  - les danses de garçons (legényes et ses variantes régionales, comme sűrű tempó, ritka tempó, pontozó, etc.)
  - l'ancienne csárdás en couple (párostánc ou « danse de couple », forgatós ou « tournoyante », kettős ou « pas de deux »)
- les danses de style nouveau
  - la csárdás lente et rapide, formée au XIXe siècle
  - le verbunk (danse de recrutement d'hommes), apparu à la fin du XVIIIe siècle